# Square de la Gascogne
Le square de la Gascogne est une voie du 20e arrondissement de Paris, en France.

## Situation et accès
Le square de la Gascogne est une voie située dans le 20e arrondissement de Paris. Il débute au 74, boulevard Davout et se termine au 1, rue des Docteurs-Déjérine.

## Origine du nom
Le square porte le nom de l'ancienne province française de la Gascogne.

## Historique
La voie a été ouverte et a pris sa dénomination actuelle en 1932 sur l'emplacement du bastion no 12 de l'enceinte de Thiers.